# لکوسافیر
لکوسافیر  (به انگلیسی: Leucosaphir) با فرمول شیمیایی  از مجموعه کانی هاست و خواص فیزیکی و شیمیایی لکوسافیر مانند کرندون است. از کلمه یونانی leukos یعنی سفید و نام سافیر گرفته شده‌است. در اسیدها نامحلول است - ذوب نمی‌شود. Al:۵۲٫۹۱٪  O:۴۷٫۹٪  با انکلوزیون‌های Ti - Fe - Cr -V - Ni - Mn برای اولین بار در سری لانکا کشف شد و از نظر شکل بلور: بی پیرامیدال - توده‌های منشوری، رنگ: بی رنگ، شفافیت: شفاف و در رده‌بندی اکسید است  

، از نظر ژیزمان تقریباََ کمیاب است و بیشتر در آبرفتهای سری لانکا، در آمریکا یافت می‌شود.

## منبع
- پردیس کشاورزی ایران